# ウォレス郡 (カンザス州)
ウォレス郡（英: Wallace County）は、アメリカ合衆国カンザス州の西部に位置する郡である。2010年国勢調査での人口は1,485人であり、2000年の1,749人から15.1%減少した。カンザス州内ではグリーリー郡に次いで2番目に人口の少ない郡である。郡庁所在地はシャロンスプリングス市（人口748人）であり、同郡で人口最大の町でもある。ウォレス郡は1868年に創設され、米墨戦争の古参兵であり、南北戦争のシャイローの戦いで犠牲になったW・H・L・ウォレス准将に因んで郡名が付けられた。
ウォレス郡には、標高4,039フィート (1,231 m) でカンザス州では最高地点であるサンフラワー山がある。コロラド州との州境から1マイル (1.6 km) 足らず、郡内ウェスカンの町の北北西約15マイル (24 km) の位置にある。

## 法と政府

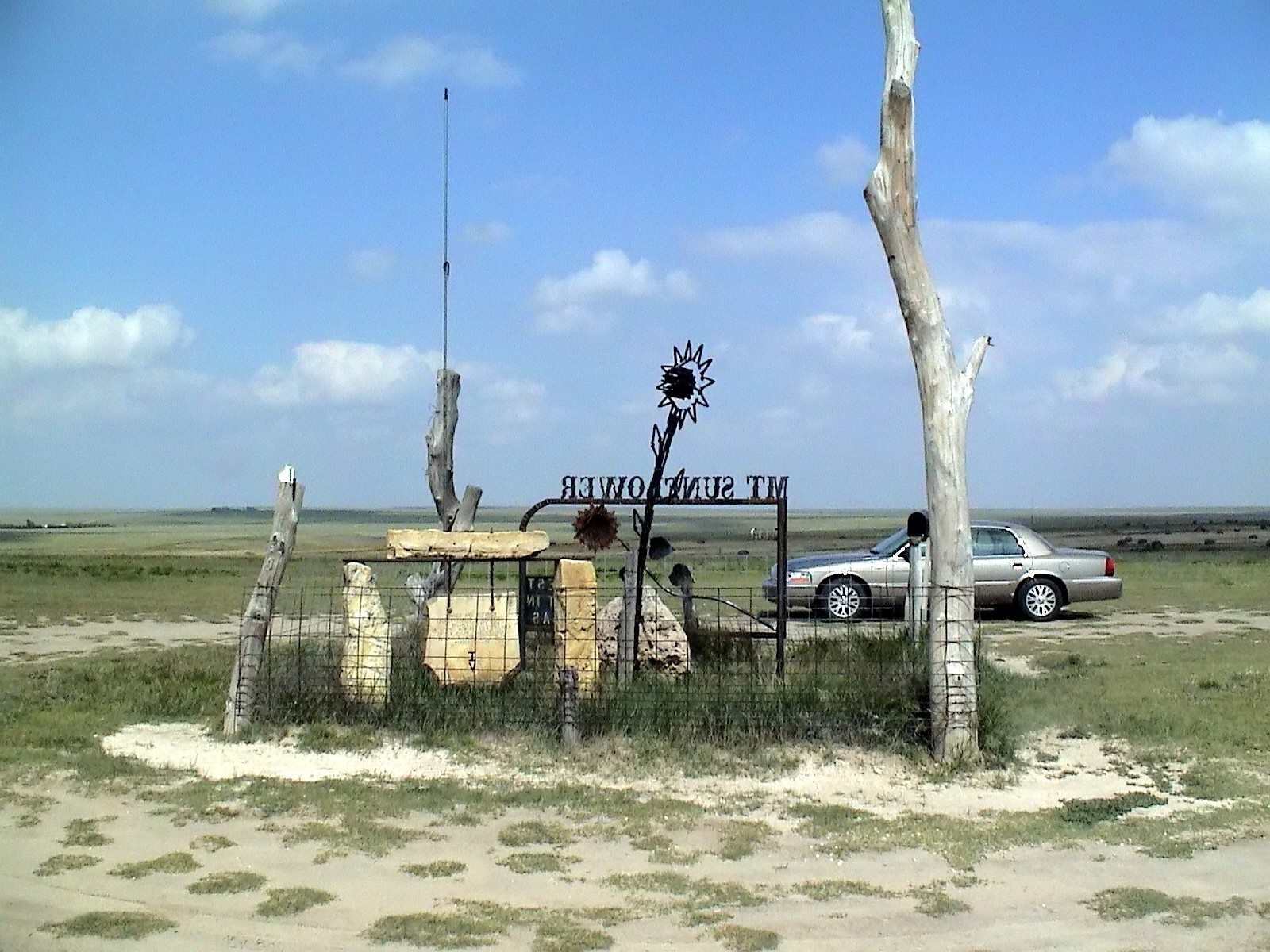
州内最高地点サンフラワー山頂

カンザス州憲法が1986年に修正されて、住民投票で承認されればそれぞれの郡でアルコール飲料の販売が認められることになったが、ウォレス郡は現在もアルコールを禁じる「ドライ」の郡である。

## 地理
アメリカ合衆国国勢調査局に拠れば、郡域全面積は914.05平方マイル (2,367.4 km2)であり、このうち陸地は913.99平方マイル (2,367.2  km2)、水域は0.05平方マイル (0.13 km2)で水域率は0.01%である。

### 隣接する郡
- シャーマン郡 - 北
- ローガン郡 - 東
- ウィチタ郡 - 南東
- グリーリー郡 - 南
- シャイアン郡 (コロラド州) - 西
- キットカーソン郡 (コロラド州) - 北西

## 人口動態

人口ピラミッド

以下は2000年の国勢調査による人口統計データである。
| 基礎データ - 人口: 1,749人 - 世帯数: 674 世帯 - 家族数: 477 家族 - 人口密度: 1人/km2（2人/mi2） - 住居数: 791軒 - 住居密度: 0軒/km2（1軒/mi2） 人種別人口構成 - 白人: 94.63% - アフリカン・アメリカン: 0.63% - ネイティブ・アメリカン: 0.80% - アジア人: 0.17% - その他の人種: 2.52% - 混血: 1.26% - ヒスパニック・ラテン系: 4.80% 年齢別人口構成 - 18歳未満: 29.1% - 18-24歳: 6.5% - 25-44歳: 23.6% - 45-64歳: 22.8% - 65歳以上: 18.1% - 年齢の中央値: 40歳 - 性比（女性100人あたり男性の人口） - 総人口: 99.0 - 18歳以上: 99.4 | 世帯と家族（対世帯数） - 18歳未満の子供がいる: 33.8% - 結婚・同居している夫婦:63.6% - 未婚・離婚・死別女性が世帯主: 4.0% - 非家族世帯: 29.2% - 単身世帯: 27.6% - 65歳以上の老人1人暮らし: 13.6% - 平均構成人数 - 世帯: 2.56人 - 家族: 3.12人 収入と家計 - 収入の中央値 - 世帯: 33,000米ドル - 家族: 42,022米ドル - 性別 - 男性: 25,610米ドル - 女性: 18,333米ドル - 人口1人あたり収入: 17,610米ドル - 貧困線以下 - 対人口: 16.1% - 対家族数: 10.7% - 18歳未満: 24.5% - 65歳以上: 12.7% |

## 都市と町

### 法人化都市
都市名の後の数字は2010年国勢調査での人口を示す。
- シャロンスプリングス, 748 - 郡庁所在地
- ウォレス, 57

### 郡区
ウォレス郡は4つの郡区に分けられている。郡内の都市はどれも「政治的に独立」とは見なされず、郡区の数字の全ては都市の数字を含んでいる。下表で「人口中心」は最大都市であり、特に大きな数字でなければ、郡区の人口に含まれるものである。

## 教育

### 統一教育学区
- ウォレス USD 241
- ウェスカン USD 242